# 賈都魚鿕
賈都魚鿕（學名：Delminichthys jadovensis）為輻鰭魚綱鯉形目雅羅魚科魚鿕屬的其中一種，被IUCN列為極危保育類動物，分布於歐洲克羅埃西亞利卡河流域，體長可達9.3公分，棲息在水質清澈、水流緩慢的溪流，會進入喀斯特地形的地下河中，因棲息地破壞及外來種引入受到威脅，生活習性不明。

## 扩展阅读
維基物種上的相關：賈都魚鿕